# 沙楔行動
沙楔行動（英語：Operation Sandwedge）是美國總統理查德·尼克松政府針對其政敵展開秘密情報收集的行動提案。這些建議由尼克遜的白宮幕僚長H·R·霍爾德曼、總統內政助理約翰·埃利希曼、幕僚傑克·考菲爾德共同提出。考菲爾德曾擔任紐約市警察，他認為民主黨會在開展競選活動時聘請私人調查公司，於是為共和黨設計針對民主黨和反越戰運動的的應對方案。
沙楔行動是為了幫助尼克遜在1972年競逐連任而策劃，行動包括提議監視尼克遜的政敵，仔細觀察目標的私生活，而這些資料則會透過非法秘密搜查來收集。行動不僅針對民主黨政敵和反越戰運動，後來還延伸至共和黨內部的競爭對手。
由於考菲爾德的行動發展速度緩慢，部分幕僚感到不滿，最終決議把行動指揮權交予律師G·哥頓·利迪手上。然而，利迪放棄了沙楔行動，改為採用自己設計的「寶石行動」，當中包含一系列非法活動，其中一項是提議闖入水門綜合大廈內的民主黨全國委員會總部。利迪的計劃最終導致尼克遜在總統任期內辭職下台。事後，考菲爾德認為一旦實行沙楔行動便不會出現這種情況，迪恩則認為是考菲爾德使該行動胎死腹中。

## 背景
1968年，共和黨候選人理查德·尼克松擊敗民主黨人、時任副總統休伯特·汉弗莱，勝出總統選舉。尼克遜在普選中的勝率是千分之七。尼克遜曾經參加1960年總統選舉，以不到11.8萬票的些微優勢敗給民主黨人约翰·肯尼迪，不到總票數的千分之二。歷史學家白修德認為，這些選舉中的微弱差距（特别是德薩斯州2.8萬張選票或伊利諾州4,500張選票的搖擺會改變這些州份的結果）推動尼克遜在未來競選活動重視每一張潛在選票，而非僅僅尋求多數票。白修德還宣稱，1960年總統選舉的兩個主要政黨都普遍存在選舉舞弊。尼克遜任命H·R·霍爾德曼為白宮幕僚長，這使霍爾德曼對行政部門的活動有較大控制權。霍爾德曼首次為尼克遜工作是在1956年，當時尼克遜正在1956年總統選舉中擔任德怀特·艾森豪威尔的副總統候選人。
到了1971年，尼克遜幕僚從霍爾德曼助手戈登·C·斯特拉坎手上得到一份粗略的情報報告，大致上整理了警方和聯邦調查局已經收集到有關政治集會和競選團體的信息。尼克遜最初的連任競選已經涉及製造對手的謠言和虛假信息，並視此為專門策略。這些招數則被尼克遜的反對派研究員帕特·布坎南稱為「強硬政治手段」。1971年8月，斯特拉坎說服了總統競選連任委員會——尼克遜競逐連任的競選團隊——成員傑布·斯圖爾特·馬格魯德，滲入埃德蒙·馬斯基的辦公室。馬斯基是民主黨參議員，曾是漢弗萊在1968年總統選舉中的副總統候選人，也是1972年該黨競選總統最有可能獲勝者。

## 創立
1971年底，白宮法律顧問約翰·迪恩打算在1972年尼克遜競逐連任之前擴大現有情報計劃。迪恩把這項任務交予手下、曾擔任紐約市警察的傑克·考菲爾德執行。據迪恩所說，考菲爾德對政治以外的工作很感興趣，又指他打算創立私人保安公司，並認為如果尼克遜內閣是早期客戶的話，便能在私營部門找到有利可圖的潛在客戶。據報導，考菲爾德在競選基金中申請了511,000美元（相當於2021年的3,419,123美元），以便在華盛頓、紐約、芝加哥建立當地辦事處。《泰晤士報》和英國廣播公司記者弗雷德·埃默里在其著作《水門事件：李察·尼克遜的腐敗與墮落》對此提出異議，聲稱成立私人保安公司的想法只是幌子，目的是為尼克遜和共和黨監視對手，又指提供給尼克遜競逐連任的政治捐款可以透過公司轉移，就好像它們是不相關的交易一樣。
霍爾德曼的老友約翰·埃利希曼也曾擔任白宮法律顧問，有份協助行動創立。而在1971年，埃利希曼更成為總統內政助理。埃利希曼早於1969年便聘請了考菲爾德，打算讓他成為私營部門僱員，在臥底的同時作私人調查，而他則堅持在白宮工作。調查期間，考菲爾德先後竊聽了尼克遜弟弟唐納德和記者約瑟夫·克拉夫特的電話。
考菲爾德準備了一份12頁的建議草案，詳細說明了針對反對派民主黨的情報收集策略。他花了數個月時間才完成草案，並於1971年9月交予尼克遜幕僚。這份稱作「沙楔行動」的提案要求50萬美元預算（相當於2021年的3,345,522美元），主要用於支付共和黨全國代表大會相關私人調查和安保工作，而考菲爾德更私下暗示行動還包括電子監控。

## 預定行動
沙楔行動的調查和監視有部分用於評估反越戰運動如何損害尼克遜競選活動。尼克遜的幕僚還預計，民主黨開展競選活動時將會聘請Intertel公司提供服務。這家私人調查公司由曾在羅伯特·弗朗西斯·甘迺迪手下工作過的前司法部官員領導；甘迺迪是民主黨人，曾擔任司法部長，他在1968年總統選舉民主黨初選領先並有望獲得提名，惟後來遇刺身亡。考菲爾德指出，這家公司有可能採用「強大而複雜」的情報收集技術，而沙楔行動是他為共和黨設計的應對方案。行動預計涉及非法秘密搜查，目標是那些參與競選活動的政敵。電子監控也是提案其中一環，計劃仔細觀察目標的私生活，包括他們的稅務記錄和性生活習慣。沙楔行動提案還包括一份願意與考菲爾德合作的人員名單，當中包括數名國稅局調查員和官員，以及一名伊利諾州庫克縣的前治安官。
尼克遜的私人律師赫伯特·W·卡姆巴赫應約翰·N·米切爾要求，轉移5萬美元（相當於2021年的334,552美元）予考菲爾德。米切爾在尼克遜首次總統任期內擔任司法部長，並在1972年尼克遜競逐連任時擔任競選團隊主席。考菲爾德還招募了特工托尼·烏拉塞維奇（Tony Ulasewicz）從事秘密活動，為此須向他支付薪金。斯特拉坎、迪恩和其他幕僚漸漸對考菲爾德的項目發展速度感到沮喪。在1971年10月的一份備忘錄中，斯特拉坎直接質疑考菲爾德是否有能力勝任這項工作，霍爾德曼則希望進行更大規模的項目，並向米切爾施壓，要求為監視和「雜項」活動提供80萬美元預算（相當於2021年的5,352,835美元）。
考菲爾德聘請了退休中央情報局官員小詹姆斯·W·麥考德，保護共和黨全國代表大會和總統競選連任委員會辦公室免受竊聽。總統競選連任委員會則從1972年1月起直接聘用麥考德負責安保工作。另一方面，考菲爾德也指派烏拉塞維奇到新罕布什爾州皮特·麥克洛斯基的競選辦公室。麥克洛斯基是共和黨人，擔任加利福尼亞州聯邦眾議員，他以反對越戰的綱領競選該黨總統候選人提名，也反對尼克遜。雖然麥克洛斯基曾發表聲明要求彈劾尼克遜，但他未被尼克遜競選團隊視為可信威脅。1971年12月，烏拉塞維奇偽裝記者採訪麥克洛斯基的員工，考菲爾德稱此舉為「沙楔行動策劃的滲透」。

## 取消
1971年10月，霍爾德曼、米切爾、馬格魯德、斯特拉坎會面商討沙楔行動。米切爾希望由一名律師來負責競選活動的情報收集工作，因此根據會議結果，沙楔行動的控制權移交至G·哥頓·利迪手上。導致考菲爾德被免職的另一個因素是包括迪恩在內的部分白宮官員認為他是愛爾蘭裔美國人，未有受過大學教育，與「由白人盎格魯-撒克遜新教徒專業人士組成的政府」格格不入。
利迪在沙楔行動提案基礎上製定了更廣泛的間諜計劃——「寶石行動」。寶石行動是幾個獨立行動的總稱，而每個行動都是在沙楔行動提案或現有總統競選連任委員會活動的基礎上擴展而成的。其中，鑽石行動涉及破壞抗議示威，紅寶石行動涉及秘密滲透和蜜罐陷阱，水晶行動涉及監視和竊聽，藍寶石行動則建議破壞競爭對手的政治活動。競選團隊成員認為利迪的寶石行動初版「過於極端」，後來他們在1972年批准了縮減版本。雖然利迪把原本的沙楔行動改頭換面，但迪恩卻在1972年1月為沙楔行動提案申請額外資金。最終，米切爾拒絕了迪恩的申請，這也標誌著沙楔行動正式走進歷史。
利迪修改後的寶石行動包含一系列非法活動，其中一項是提議闖入水門綜合大廈內的民主黨全國委員會總部。水門盜竊案最初被認為是沙楔行動一部分，針對盜竊案和該計劃的調查也使考菲爾德辭去由尼克遜任命的煙酒槍炮及爆裂物管理局刑事執法助理局長職務。

## 餘波
水門事件中，有69人因各種罪行受審，其中48人認罪。因掩蓋事件而被判有罪的包括霍爾德曼、埃利希曼、米切爾、迪恩、馬格魯德，利迪則因他在闖入水門中所扮演的角色而被判罪成。最終，認罪的48人悉數入獄。面對事後的彈劾，尼克遜於1974年8月8日辭去總統職務。直至目前為止，尼克遜仍然是唯一一位在任期內辭職下台的總統。
考菲爾德認為沙楔行動被政府取消是個錯誤判斷，可能是「尼克遜總統任期內最巨大的一次」。他認為，如果採用沙楔行動作為競選策略，「就不會有利迪、亨特、麥考德的出現」，也不會發生隨後的水門事件。談到最初的提案，迪恩認為它有一定優點，只稱「是考菲爾德使沙楔行動胎死腹中，而非行動本身」。

## 外部連結
- 白宮監視和競選活動—第93屆國會眾議院司法委員會聽證會（英文）